# Kapitalfond
En kapitalfond er en investeringsfond, der investerer i virksomheder med henblik på at udvikle og modne dem. Man beskriver bedst forrentningsmodellen bag en kapitalfond gennem tre faser. 
Første fase er etablering af kapitalfonden, hvilket sker igennem en fundraising-proces, hvor det forvaltningsselskab, som påtænker at lede og administrere kapitalfonden henvender sig til potentielle investorer. Eksempler på investorer i kapitalfonde er pensionskasser, familiefonde, samt andre kapitalstærke investorer. Det er i investorernes interesse at få et afkast af deres investering, så de vurderer nøje forvaltningsselskabets erfaring og kompetencer inden de vælger at investere. Det er ligeledes også vigtigt for investorerne, at forvaltningsselskabets ejere, såkaldte partnere, investerer deres egne penge i kapitalfonden.
Når fundraising-processen'er afsluttet, starter anden fase af kapitalfondens levetid. Nu investerer forvaltningsselskabet pengene i en række forskellige porteføljeselskaber. Kapitalfonden investerer med henblik på at udvikle og modne porteføljeselskaber over en periode på 3-7 år. Når forvaltningsselskabet har opnået deres mål i forhold til udvikling af porteføljeselskabet, sælges selskabet videre til nye ejere. Frasalg af porteføljeselskaberne er den tredje fase. De nye ejere kan bl.a. være store konglomerater, en ny kapitalfond, eller en familiefond. Kapitalfonden kan også sælge sine aktier i porteføljeselskabet gennem en børsnotering. Hvis ejerskabet af porteføljeselskabet har resulteret i et positivt afkast, deles afkastet mellem kapitalfondens ejere(forvaltningsselskabet), og kapitalfondens investorer. Når alle kapitalfondens virksomheder er solgt opløses kapitalfonden.

## Hvem investerer i venture- og kapitalfonde
Investering i venture- og kapitalfonde er defineret som alternative investeringer. Betegnelsen dækker over investeringer, som bruges som et alternativ til aktier og obligationer. Andre alternative investeringer er fx ejendomme, hegdefonde, kunst og antikviteter, m.fl. Alternative investeringer bruges af formueforvaltere til at sprede investeringer ud på flere aktivklasser, med henblik på at mindske deres risiko.
Det er typisk meget kapitaltunge investorer, som fx pensionskasser og familiefonde, der investerer i venture- og kapitalfonde. Danske pensionskasser har ofte en mindre del af deres kapital investeret i venture- og kapitalfonde, hvilket betyder, at man er medejer af en eller flere kapitalfonde, såfremt man har en pensionsopsparing.

## Aktivt ejerskab
Kapitalfonde udøver aktivt ejerskab. Det vil sige, at forvaltningsselskaberne aktivt deltager i at udvikle og modne porteføljeselskaberne. Da kapitalfonden oftest køber en stor andel af porteføljeselskaberne, har kapitalfonden mulighed for at have stor indflydelse på porteføljeselskabets fremtidige drift. Forvaltningsselskabet har ofte meget erfaring med udvikling af porteføljeselskaber, og kan derfor bidrage til at skabe vækst i selskabet. Forvaltningsselskabets indflydelse resulterer derfor ofte i flere arbejdspladser, samt optimering af virksomheden. Det betyder også, at prisen på virksomheden stiger, hvilket kommer kapitalfonden og derved kapitalfondens investorer til gavn.

## Mangelfuld definition af kapitalfond
På dansk bruges ordet "kapitalfond" om en række forskellige koncepter. Det vil sige, at man i daglig tale bruger ordet "kapitalfond" om både ejendomsfonde, investeringsforeninger, infrastrukturfonde, m.fl. Hvis man tager udgangspunkt i det engelske udtryk "Private Equity", er der mulighed for at få en mere nuanceret debat. "Private Equity" er -  efter europæisk terminologi - en betegnelse, der bruges om investeringer i selskaber i alle stadier af deres udvikling fra finansiering af opstartsvirksomheder(venturekapital) over indskud af ekspansionskapital i små og mellemstore virksomheder til opkøb (buyouts)  af modne virksomheder, herunder ved overtagelse af børsnoterede virksomheder med henblik på efterfølgende afnotering.
"Private Equity" bygger på en fondsstruktur, hvor investorer giver et kapitaltilsagn til en fond, som et forvaltningsselskab(managementselskab) står for at drive. Denne fondsstruktur er kompatibel med mange forskellige former for fonde, herunder ejensdomsfonde, venture fonde, fund of funds, leveraged buyout funds, m.fl. Der er altså forskel på, når en ejendomsfond opkøber boligblokke i København, og når leveraged buyout fund opkøber danske virksomheder, såsom Molslinjen. 
Kapitalfondenes brancheforening hedder Aktive Ejere. 